# ربان القس
ربّان القس (1 يوليو 1949 – 28 أغسطس 2023) هو رجل دين عراقي بارز في الكنيسة الكلدانية الكاثوليكية. شغل منصب أسقف العمادية من عام 2001 حتى عام 2021، كما شغل منصب اسقف أبرشية زاخو والعمادية الكلدانية من عام 2013 حتى عام 2020، عندما فصلت أبرشية العمادية عن أبرشية زاخو.

## السيرة
في 3 ديسمبر 2001، أصبح القس أسقفًا على العمادية. وقام بطريرك بابل للكلدان، روفائيل الأول بيداويد، بسيامته أسقفًا في 1 فبراير 2002، وشارك في الرسامة أيضًا رئيس أساقفة الكلدان في كركوك، أندراوس صنا، وأسقف الكلدان في ألقوش، عبد الأحد صانا. ومن عام 2007 إلى 2010، كان أيضًا مديرًا إداريًا كاتدرائية القديس يوسف (عنكاوا).
في 11 يوليو 2013، أصبح القس أسقفًا للأبرشية الموحّدة لزاخو والعمادية. وفي 27 يونيو 2020، ألغى البطريرك الكلداني لويس روفائيل الأول ساكو توحيد الأبرشيتين، وأعاد تأسيس أبرشية العمادية كأبرشية مستقلة، وأُعيد تعيين القس في منصبه.استقال في 14 أغسطس 2021، وفي 24 ديسمبر من العام نفسه، خلفه في المنصب عزاد صبري شابا.
توفي رابان القس في 28 أغسطس 2023، عن عمر ناهز 74 عامًا.